# Gle Gesah Pungong
Gle Gesah Pungong är en kulle i Indonesien.   Den ligger i provinsen Aceh, i den västra delen av landet, 1 800 km nordväst om huvudstaden Jakarta. Toppen på Gle Gesah Pungong är 180 meter över havet, eller 57 meter över den omgivande terrängen. Bredden vid basen är 0,72 km.
Terrängen runt Gle Gesah Pungong är huvudsakligen kuperad, men norrut är den platt. En vik av havet är nära Gle Gesah Pungong norrut. Runt Gle Gesah Pungong är det ganska glesbefolkat, med 22 invånare per kvadratkilometer. Omgivningarna runt Gle Gesah Pungong är en mosaik av jordbruksmark och naturlig växtlighet.